# Thank You (Falettinme Be Mice Elf Agin)
Thank You (Falettinme Be Mice Elf Agin) è una canzone del 1969 del gruppo pop statunitense Sly and the Family Stone. Fu pubblicata come singolo insieme a Everybody Is a Star e si rivelò un vero successo commerciale, toccando nel febbraio 1970 la prima posizione delle classifiche soul, standoci per cinque settimane, e della Billboard Hot 100. Il brano doveva essere incluso nell'album allora in lavorazione insieme a Hot Fun in the Summertime e Everybody Is a Star, che però non venne mai completato. Così i tre pezzi furono destinati alla raccolta del 1970 Greatest Hits. Questi due pezzi sono considerati degli spartiacque della carriera del gruppo: di fatto segnano la fine delle registrazioni degli anni '60 e l'inizio del "periodo d'oro", sancito dall'uscita di There's a Riot Goin' On del 1970.
La hit così come è presentata nel Greatest Hits dura 4:48 ed è in mono, ma esiste anche una versione (detta Full Length) mixata da Bob Irwin in stereo di 6:41 pubblicata nel 1990 sul CD promozionale della Columbia Legacy: Music For The Next Generation. Infine, sulla doppia compilation The Essential Sly & The Family Stone del 2002, Thank You è in stereo e dura 4:48.
La rivista inglese Rolling Stone collocò la canzone al numero 410 della sua lista delle 500 migliori canzoni della storia.

## Informazioni
Thank You si distingue tra le altre canzoni degli Sly & the Family Stone per due motivi: uno è il titolo, che è un intenzionale mondegreen per Thank you for letting me be myself again (Grazie per avermi permesso di essere ancora me stesso); l'altro è il testo, che soprattutto nella terza strofa contiene specifici riferimenti ad altri brani del gruppo, come Dance to the Music, Everyday People, Sing a Simple Song e You Can Make It If You Try.

### Cover
- Sly Stone rivisitò Thank You (Falettinme Be Mice Elf Agin) cambiandogli il titolo in Thank You for Talkin' to Me, Africa e la inserì come traccia di chiusura nel capolavoro [3] There's a Riot Goin' On del 1971.
- I Jazz Crusaders furono i primi a fare una cover del pezzo che venne inserita nell'album Old Socks New Shoes New Socks Old Shoes, pubblicato in ottobre del 1970.
- Il brano fu suonato dal vivo durante "The Pee-wee Herman Show", uno show del 1981 dell'emittente televisiva HBO.
- Il quartetto gospel familiare The Williams Brothers incluse una propria versione del pezzo nell'album Blessed, pubblicato nel 1985 dalla Malaco Records.
- Molti altri artisti fecero una cover di Thank You, come The Jackson 5, Widespread Panic, Robert Randolph and the Family Band, Victor Wooten, Dave Matthews & Friends, Dave Matthews Band, Magazine, Gladys Knight and the Pips, Merl Saunders & the Rainforest Band e Prince (specialmente in concerto con Larry Graham).
- L'hip hop band inglese Big Brovaz ri-registrò la canzone per il film della Warner Bros. "Scooby-Doo 2: Monsters Unleashed". La campionarono anche per ricavarci il tema dello stesso lungometraggio, We Wanna Thank You (The Things You Do).
- Van Morrison eseguì il brano unito in medley con See Me Through e Soldier of Fortune. Questa cover è udibile nel live A Night in San Francisco.
- Il rapper Vanilla Ice campionò il pezzo per creare parte della ost del suo film, "Cool as Ice".
- Janet Jackson usò un sample di Thank You per il suo singolo del 1989 Rhythm Nation.
- La canzone (cantata da Ciuchino (Nanni Baldini) e il Gatto con gli stivali (Antonio Banderas) può sentire durante i titoli di corda di Shrek terzo).
- I Rolling Stones hanno provato il brano nel maggio 2007 a Vilvoorde, in Belgio prima del loro A Bigger Bang Tour Eur07, ma non lo eseguirono dal vivo.
- I Soundgarden suonarono il pezzo molte volte durante il 1989, soprattutto nelle sessioni di registrazione con John Peel.[4]
- I Dave Matthews Band eseguivano spesso come brano di chiusura nei loro concerti Thank You.[5] Questa cover è reperibile in Live Trax Vol. 13, registrata a St. Louis, Missouri, in Live Trax Vol. 14 e in Live at Mile High Music Festival, proveniente dal live a Commerce City, Colorado. Inoltre è l'ultima composizione ad essere eseguita con LeRoi Moore come membro ufficiale della band. T
- Nel 2009, il pezzo fu frequentemente campionato durante le performance di I'll Go Crazy If I Don't Go Crazy Tonight nel Nord America dagli U2.
- Richard Ashcroft usava sempre un sample di Thank You come chiusura dei suoi concerti, ponendolo alla fine di Bitter Sweet Symphony.
- Viene cantata e ballata nel film Scooby-Doo 2 - Mostri scatenati.

## Formazione
- Sly Stone: voce, coro, chitarra
- Rose Stone: voce, coro
- Freddie Stone: voce, coro, chitarra
- Larry Graham: voce, coro, basso elettrico
- Greg Errico: batteria
- Jerry Martini: sassofono tenore
- Cynthia Robinson: tromba